# Laurentine Mbede
Laurentine Mbede (Geburtsname: Laurentine Koa Mfegue) ist eine kamerunische Politikerin. Seit 2012 ist sie Mitglied der Nationalversammlung von Kamerun. Sie ist Mitglied des Ausschusses für auswärtige Angelegenheiten.

## Leben
Laurentine Mbede wurde in der Gemeinschaft Mvog Fouda geboren.

### Politische Karriere
Laurentine Koa Mfegue ist eine Aktivistin der Rassemblement Démocratique du Peuple Camerounais (RDPC).
Im Jahr 2002 wurde sie nach den Kommunalwahlen 2002 zur Bürgermeisterin der Gemeinde Soa im Departement Méfou-et-Afamba in der Region Centre in Kamerun gewählt. Sie wurde im Juni 2012 während der 9. Legislaturperiode Mitglied der Nationalversammlung Kameruns. In der Nationalversammlung ist sie aktives Mitglied des Ausschusses für auswärtige Angelegenheiten und übte die Funktionen bis 2024 aus.
Am 10. März 2020 erhielt Laurentine Mbede bei der Eröffnung der Vollsitzung des Parlaments den Ehrentitel des ältesten Mitglieds (doyenne d’âge).
Über ihr Engagement im politischen Bereich hinaus setzt sie sich dafür ein, dass Frauen stärker in die staatliche Verwaltung eingebunden werden, insbesondere durch das Projekt „Démocratie aux féminins“, welches eine Vielzahl von Frauen aus allen Gesellschaftsschichten des Landes zusammenbringt.
Im März 2024 machte sie in ihrer Eröffnungsrede zur ersten Parlamentssitzung des Jahres eine bemerkenswerte Aussage, in der sie die Abgeordneten offen kritisierte und ihnen unter anderem Trägheit und Abwesenheit vorwarf.

### Persönliches
1971 heiratete sie Joseph Mbede, einen ehemaligen Professor und Gesundheitsminister. Das Paar hat sechs Kinder. Ihr Ehemann verstarb am 19. März 2019.